# Maružini
Maružini su malo selo istarske općine Kanfanar koje ima 80-ak stanovnika. Poznato je po veoma staroj crkvi sv. Marije Snježne čije nedavno otkrivene freske i trostruki pleter svjedoče o dugoj povijesti te crkve. Posljednjih godina Maružini bilježe sve veći demografski prirast stanovništva. 

## Stanovništvo
| broj stanovnika |       |       | 92    | 90    | 116   | 145   |       |       | 138   | 148   | 128   | 118   | 104   | 88    | 78    | 83    | 83    |
|                 | 1857. | 1869. | 1880. | 1890. | 1900. | 1910. | 1921. | 1931. | 1948. | 1953. | 1961. | 1971. | 1981. | 1991. | 2001. | 2011. | 2021. |

## Događaji
Stanovništvo Maružini svake godine početkom ljeta organizira malonogometni turnir koji je već poznat kao mjesto dobre zabave i nogometa. 
Također, u sklopu obilježavanja dana općine Kanfanar, već se tradicionalno u Maružinima održava i skup pjesnikinja Istre koje nose ime Marija. Simbolično, skup se zove Marijada, a iz godine u godinu bilježi sve više posjetitelja koji uživaju u čarima poezije istarske (domoljubne), ljubavne i slične tematike a ti se elementi poezije idealno uklapaju u pejzaš Maružini koji na melankoličan i poseban način prezentira duh nekadašnjeg života u Istri.
Maružinci, kao pravi primjer solidarnih i povezanih sumještana, duži su niz godina organizirali i dočeke Nove Godine, u prostoru nekadašnje talijanske škole u Maružinima.

## Crkva BDM od Snijega
Pokraj sela se nalazi crkva Sv. Marija od Snijega. Crkva ima upisanu četverokutnu apsidu. U novije vrijeme crkva je obnovljena pa i ožbukana iznutra tako da je nova žbuka prekrila tragove koji bi mogli olakšati precizniju dataciju crkve. 
No u doba kada je prof. Fučić istraživao crkvu te nove žbuke nije bilo i prof. Fučić je bio u mogućnosti evidentirani ono danas skriveno oku. Prof. Fučić je tada otkrio i ostatke freske iz 12.st. u apsidi.
U njegovoj dokumentaciji ostalo je zabilježeno niz spolija s pleterom ugrađenih u crkvu te postojanje polukružnih prozora koji su kasnije zazidani.
S vanjske strane crkve i danas je vidljivo niz spolija s pleterom. Smatra se da je crkva izgrađena u 11. ili 12.st.

## Poznate osobe
- Edi Maružin -  vođa rock-benda Gustafi.

## Fotogalerija
- Crkva BDM od Snjega obnovljena je prije nekoliko godina